# Kerman
Kerman este un oraș din Iran.